# Marino Marini (aviatore)
Marino Marini (Castel Goffredo, 22 febbraio 1911 – Padova, 17 settembre 1959) è stato un aviatore italiano.

## Biografia
Figlio di Sperandio Marini, nacque a Castel Goffredo nel 1911 prima del trasferimento della famiglia a Castiglione delle Stiviere.
Specialista degli aerosiluranti durante la seconda guerra mondiale, prestò servizio inizialmente nella Regia Aeronautica del Regno d'Italia e successivamente alla firma dell'armistizio di Cassibile, nell'Aeronautica Nazionale Repubblicana, dove ricevette l'incarico di comandante del Gruppo Aerosiluranti Buscaglia.
L'aviatore Marino Marini (che visse a lungo a Castiglione delle Stiviere) si distinse durante la Seconda guerra mondiale per avere colpito, nel canale di Sicilia il 27 settembre 1941 nell'ambito dell'Operazione Halberd, con un siluro un incrociatore da 10.000 tonnellate della marina inglese. È sepolto a Montorio Veronese nella tomba di famiglia ed una targa è a lui dedicata lungo il viale di Cipressi che conduce al cimitero.
Il 28 giugno 1941 il capitano Marini prende il comando della neocostituita 282ª Squadriglia sui Savoia-Marchetti S.M.84 nella versione aerosilurante del 41º Gruppo Bombardamento Terrestre.
Il 1º giugno 1944 una squadriglia di 10 velivoli Savoia-Marchetti S.M.79, guidata dal comandante Marini, partì per una missione contro la piazzaforte britannica di Gibilterra. Il 3 giugno gli aerosiluranti si trasferirono a Istres in Francia e il 5 giugno la squadriglia, composta da dieci aerosiluranti, arrivò sull'obiettivo. La squadriglia effettuò un attacco contro le navi alla fonda nel porto di Gibilterra senza però causare danni significativi al nemico.
Nominato maggiore, il 13 gennaio 1945 venne rapito da forze partigiane che lo rilasciarono dopo due settimane in cambio di alcuni partigiani che erano stati catturati. Mantenne il comando del 41º Gruppo fino al 28 aprile 1945 quando si arrese al maggiore Franco Melley della Aeronautica Cobelligerante Italiana.
Nel 1950 partecipò alla XVII edizione della Mille Miglia assieme all'imprenditore Paolo Marzotto.
Morì a Padova il 17 settembre 1959.
Castel Goffredo, sua città natale, nel 1964 ha intitolato a lui il "Gruppo aviatori" e Castiglione delle Stiviere una via.